# Centro zoologico di Tel Aviv-Ramat Gan
Il centro zoologico di Tel Aviv-Ramat Gan è uno zoo safari e giardino zoologico a Tel Aviv, in Israele. Aperto al pubblico nel 1974 come un parco con animali, nel 1981 al suo interno è stato creato uno zoo in sostituzione della vecchia struttura a Tel Aviv, che in seguito è stata chiusa.
Si estende su una superficie di 100 ettari e raccoglie 1.600 animali di specie diverse: 68 specie di mammiferi, circa 130 specie di uccelli e circa 25 specie di rettili.

## Storia
Il centro, nel 1958, era un piccolo zoo per bambini all'interno del parco nazionale di Ramat Gan. Alla fine del 1960, il direttore e fondatore Zvi Kirmeyer convinse il primo sindaco di Ramat Gan, Avraham Krinitzi, che sarebbe stato opportuno realizzare un parco safari in Israele. L'idea iniziò così a realizzarsi; l'architetto paesaggista israeliano Miller-Blum-Lederer progettò il parco e gli animali furono fatti arrivare dalla Tanzania. 
Nel 1972 vi erano ospitati sette elefanti africani, otto rinoceronti bianchi e inoltre zebre di Grant, gazzelle di Thomson, antilopi d'acqua, antilopi alcine, struzzi, giraffe Masai, gazzelle di Grant, orici beisa, dik-dik, zebre di Grevy e cercopitechi di Brazzà. Il parco venne aperto al pubblico nel 1974, senza cerimonie ufficiali, poiché si era da poco conclusa la guerra del Kippur.

## Galleria d'immagini

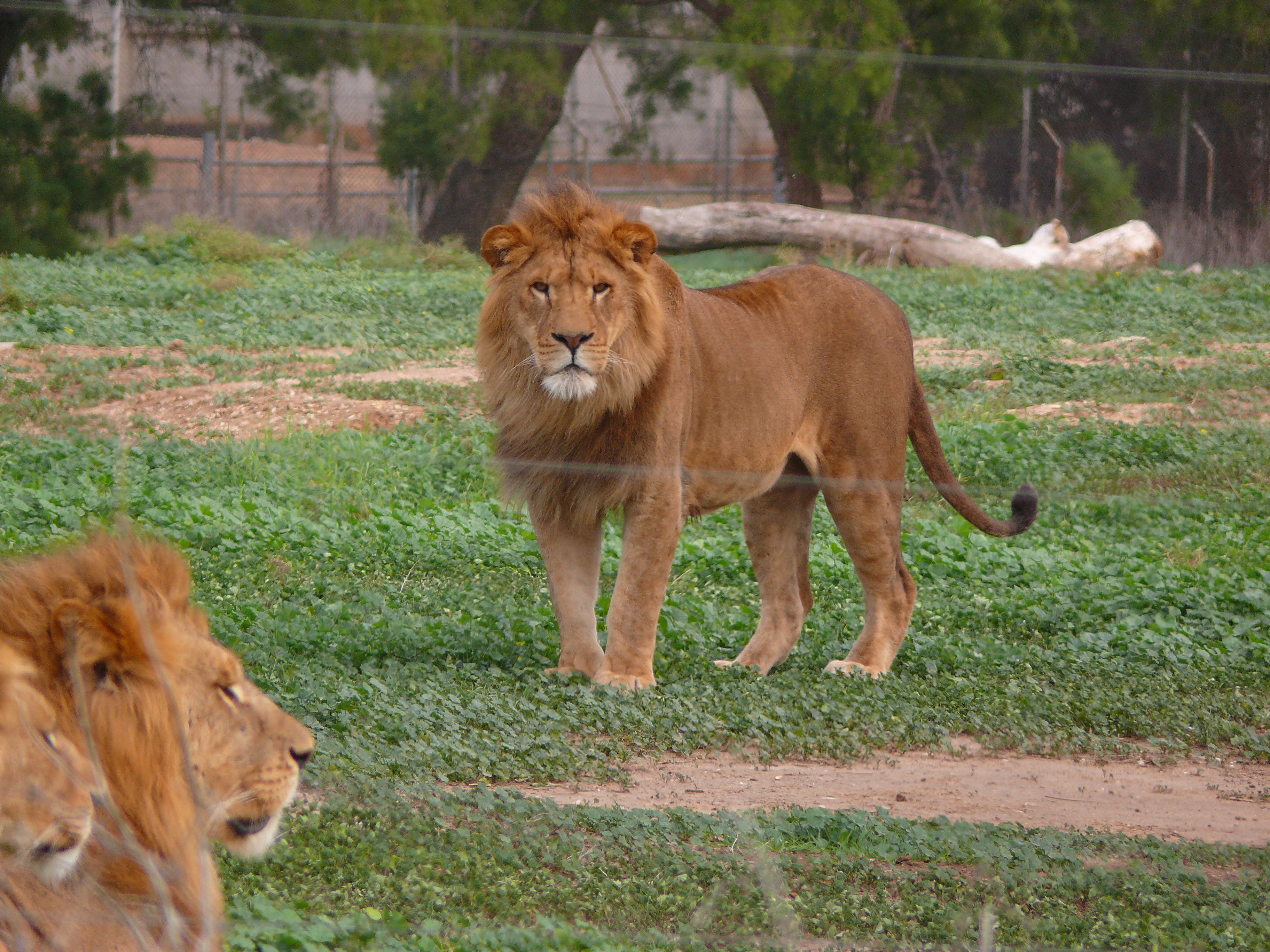
Leoni nello zoo safari
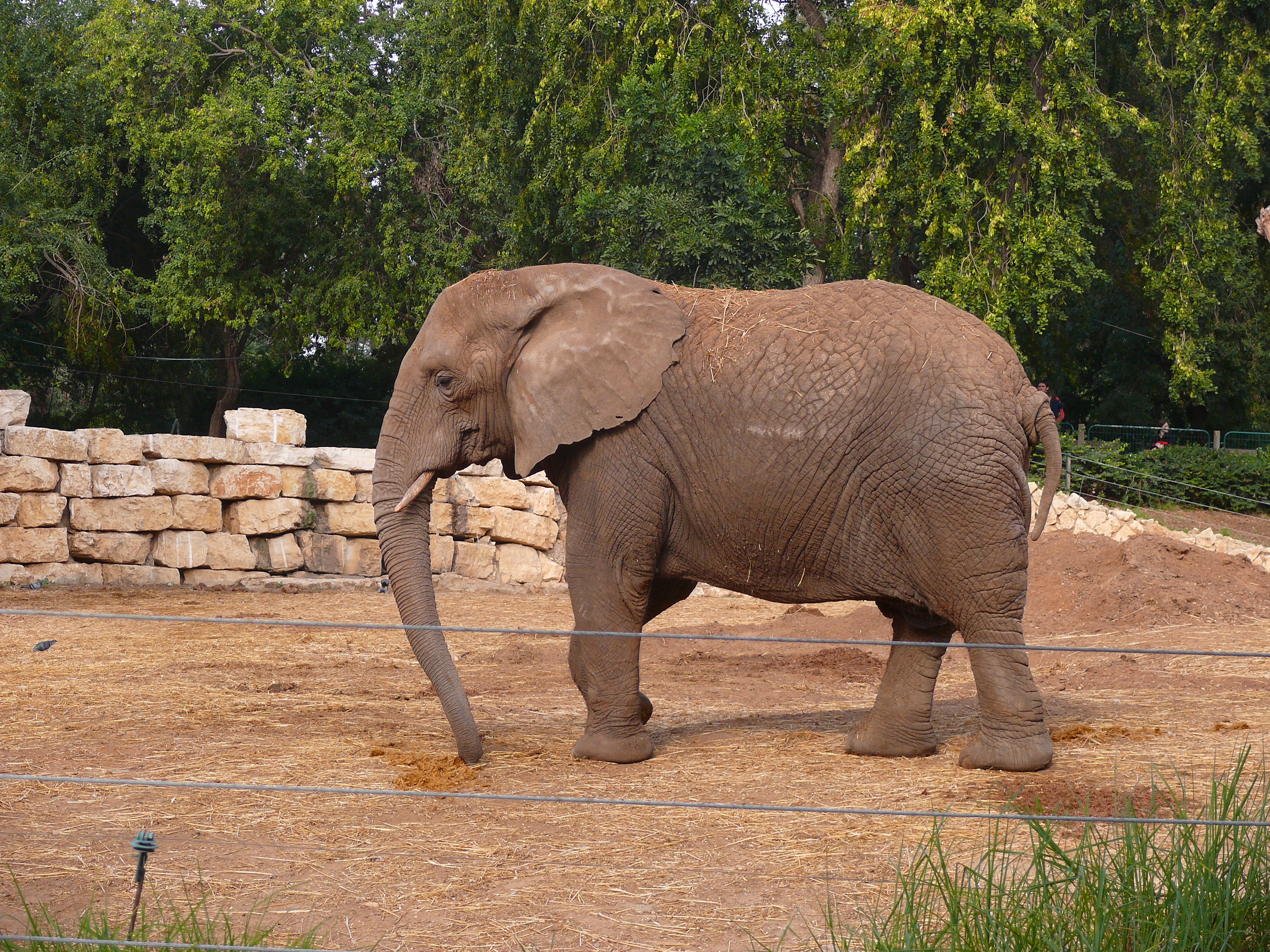
Elefante africano nello zoo
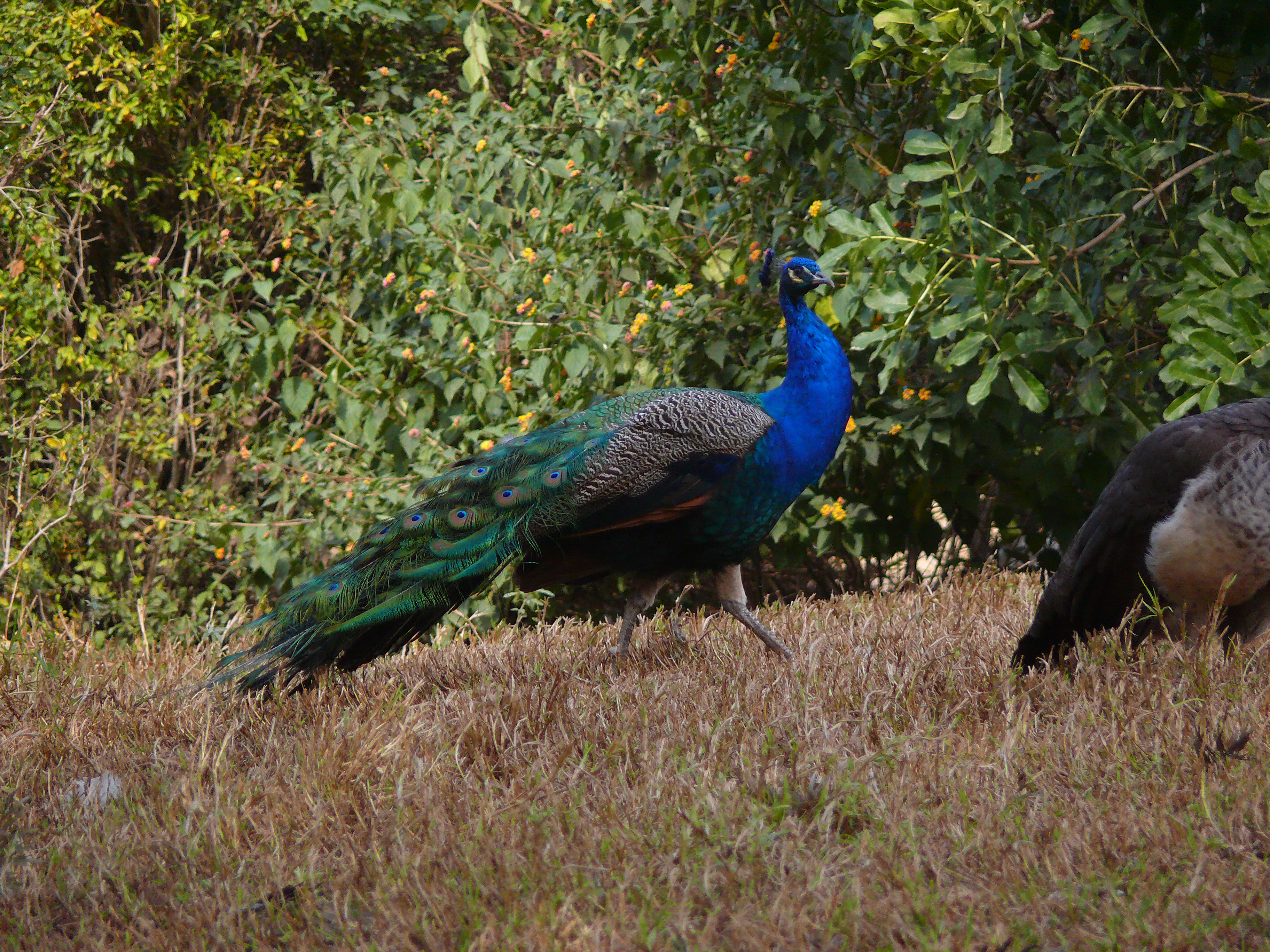
Pavone indiano libero nello zoo
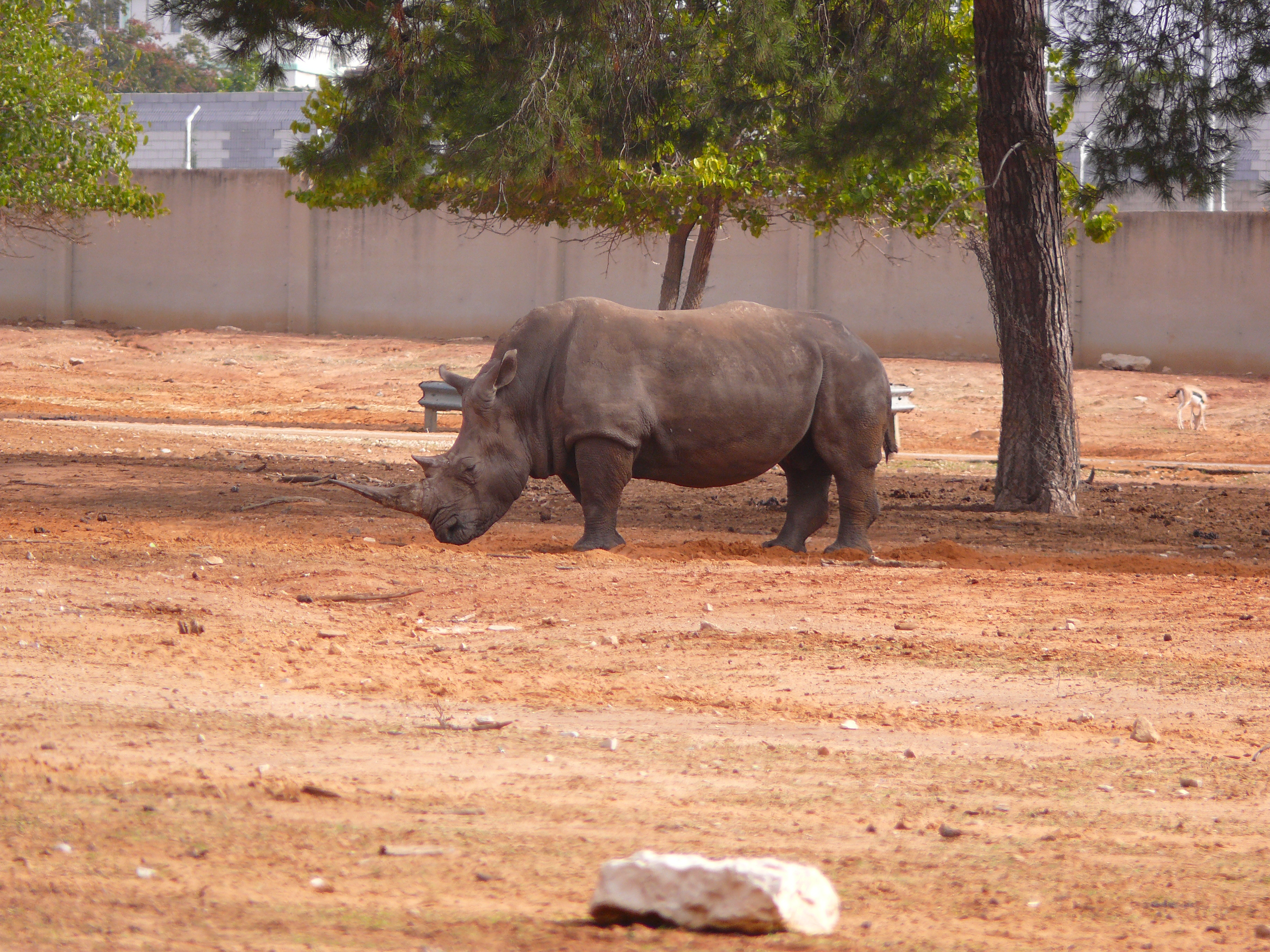
Rinoceronte nello zoo
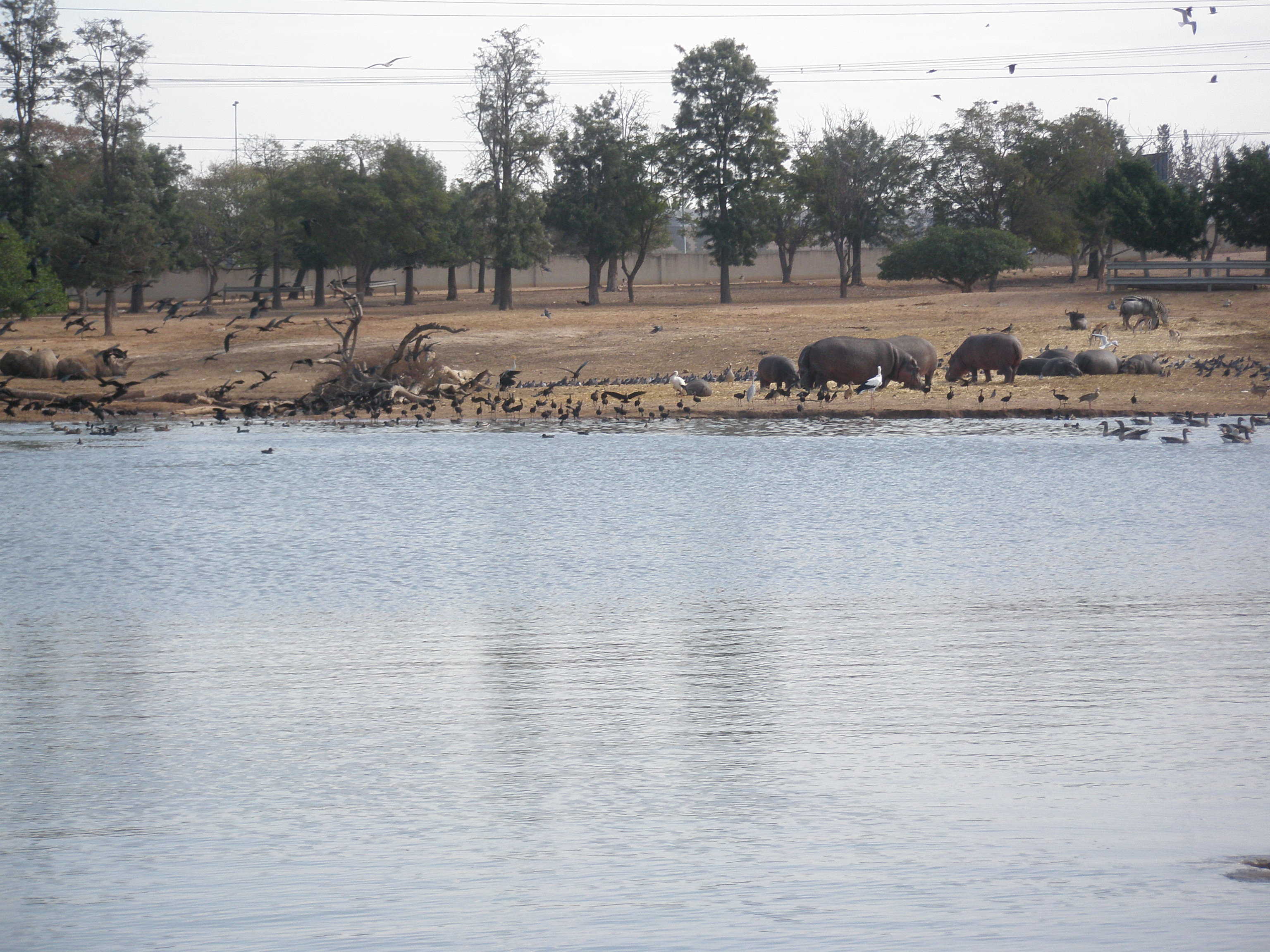
Lago ed animali nel Centro Zoologico
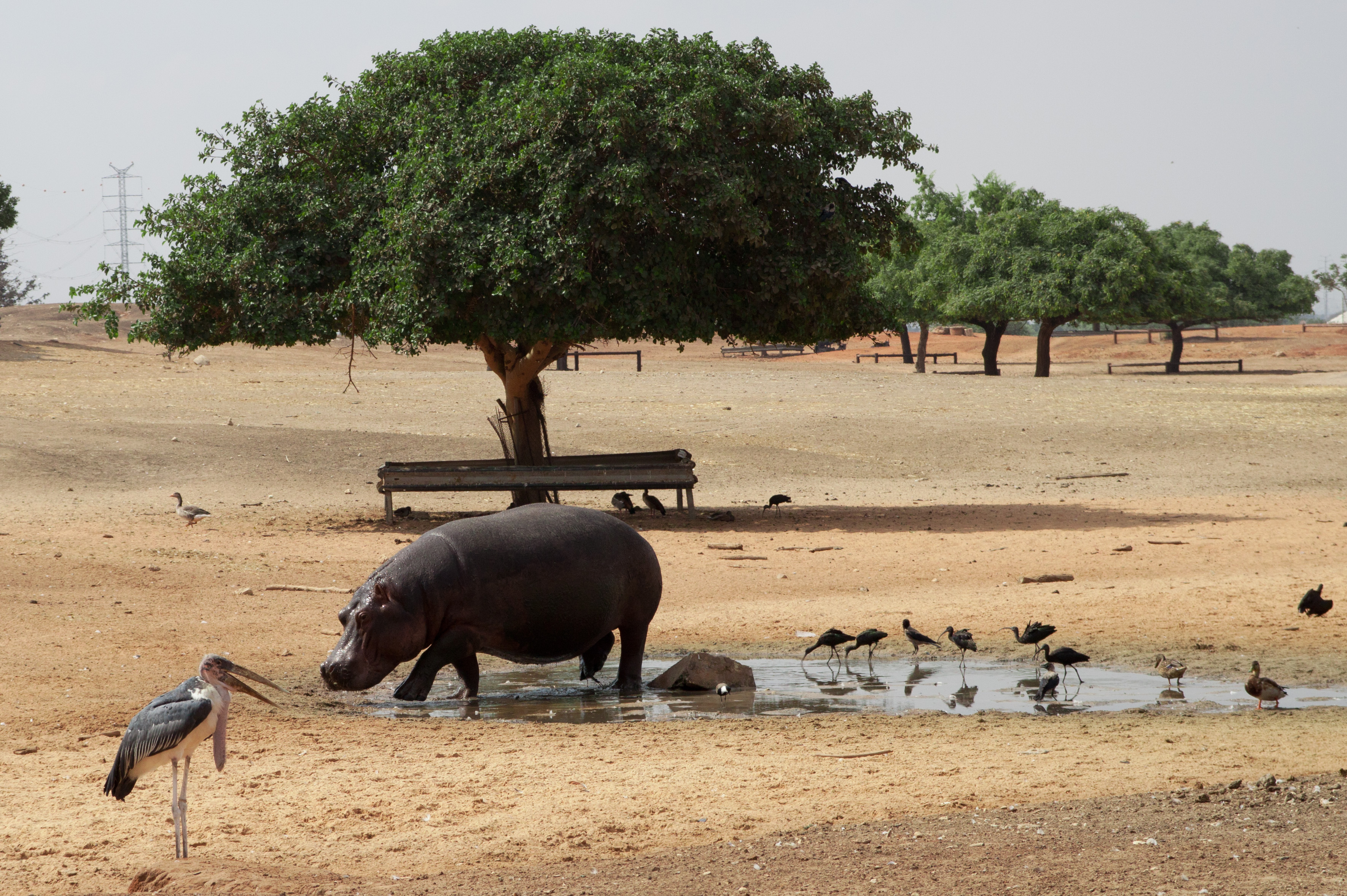
Ippopotamo nello zoo safari